# Massengräber in Rogaška Slatina
Auf dem Gebiet der Gemeinde Rogaška Slatina in Slowenien wurden bisher (Stand 1/2024) insgesamt vier Massengräber aus der Zeit des Zweiten Weltkriegs gefunden. 

## Rogaška Slatina
In Rogaška Slatina wurden zwei Massengräber aus der Zeit unmittelbar nach dem Zweiten Weltkrieg gefunden.
- Das Massengrab der Sovinec-Schlucht (slowenisch: Sovinčev graben) befindet sich im südöstlichen Teil der Stadt, in einer Schlucht oberhalb der Eisenbahnschienen. Es enthält die Überreste von 18 bis 20 Kroaten, die im Mai und Juni 1945 an diesem Ort gefangen genommen und dann getötet wurden.[2][3]

- Das Blumenhügel-Massengrab (Grobišče Cvetlični hrib) liegt östlich der Stadt und nimmt vermutlich die gesamte Schlucht unterhalb des ehemaligen Triglav-Hotels ein. Es enthält die Überreste einer unbekannten Anzahl von nach dem Krieg ermordeten Opfern und/oder von Opfern, die während des Krieges von den deutschen Besatzungstruppen ermordet wurden.[4][3]

## Tuncovec
In Tuncovec wurde ein Massengrab aus der Zeit des Zweiten Weltkriegs gefunden. 
- Das Massengrab unter der städtischen Mülldeponie (Grobišče pod komunalno deponijo) liegt südöstlich der Siedlung, zwischen der örtlichen Mülldeponie und einem Hang neben dem ehemaligen Bett des Baches Teršnica. Das Grab enthält eine unbekannte Anzahl kroatischer Flüchtlinge, die im Mai 1945 ermordet wurden.[5][3]

## Zgornja Kostrivnica
In Zgornja Kostrivnica  wurde ein Massengrab aus der Zeit des Zweiten Weltkriegs gefunden. 
- Das Massengrab auf dem Friedhof (Grobišče na pokopališču) befindet sich auf einer Rasenfläche im südwestlichen Teil des Dorffriedhofs. Es enthält die Überreste von 17 Personen.[6]